# 契約書
契約書（けいやくしょ）とは、契約内容を明確にし、また後日の証拠とするために作成される、当該契約の内容を表示する文書をいう。
契約の成立のために契約書の作成を要するかの根拠は、法域や契約類型によって異なる。

## 契約書の意義
書面の作成など一定の方式によらなければ成立しない契約を要式契約、それ以外の契約を不要式契約という。
日本法上は、一部の例外（保証契約など）を除き、契約の成立には契約書を作成することを必要としない不要式契約である。また、国際取引においてもほとんどの場合に書面がなくても契約は有効に成立する。しかし、国際取引など重要な契約を口頭のみで行うことはまずない。それは以下のような理由による。
- 契約内容に関する紛争、蒸し返しの防止のため[3]
- 契約内容の明確化や理解の正確化のため[3]
- 契約交渉に参加しなかった第三者による合意内容の把握のため[3]
- 紛争や訴訟が起きたときの証拠とするため[3]

法律で契約書の作成が契約の成立要件となっている場合（要式契約）は口頭のみでは契約は成立しない。米国法では種々の契約が要式契約とされている。

## 日本法における契約書
日本の民法では契約の成立には、法令に特別の定めがある場合を除き、書面の作成その他の方式を具備しなくてもよく不要式契約が原則である（民法522条2項）。もっとも、重要な契約（不動産の売買契約・賃貸借契約、金銭消費貸借契約、金額の大きな契約など）については、合意内容の明確化や紛争の防止等の理由から、契約書が作成されることが多い。
日本法において、書面でしなければならないとされる要式契約には保証契約（446条2項）などがある。
契約書の書式は法律上決められていない。契約当事者の一方が使っているひな型を契約する内容に合わせて修正して用いることが多い。
「契約書」という言葉のもつ堅苦しいイメージを避けたいというビジネス上の理由などから「覚書」「念書」「協定書」などの表題が採用されることがあるが、どのような表題であっても法律上の効果に違いは生じない。
契約当事者の氏名または名称を、甲乙丙丁などの記号を用いて省略することも多い。その理由は、雛形化して使い回しを容易にすることや、全体の文字数を削減して（読み慣れた者にとっては）読みやすくすることにあるといわれている。一方で、他方当事者との混同による「事故」を生じさせてしまう原因となるリスクも指摘されることから、英文契約書における表記法の影響もあり、当事者の実名を略称化して用いたり、「委託者」「受託者」などの契約上の立場をもって略語とすることも行われるようになってきている。
また契約の当事者が合意したことを証するために署名や記名押印が行われるが、日本では慣行として記名押印の形がとられるのが一般的である。契約書が複数頁にわたる場合には、ページにまたがる形で押印し、差し替えによる偽造・変造が行われることを防ぐ。これを割印または契印という。
一定の類型の契約書を作成した場合、関連する金額に応じた収入印紙を貼付しなければならない（印紙税）。もっとも、これはあくまで税法上の問題に過ぎず、民法上の観点から見て契約の有効性に消長を来すものではない。
日本における契約書は、当事者間において取引の実績が重ねられ、一定の信頼が醸成された証として締結されると指摘されている。これは、国際取引においては、そもそも人種も宗教も言語も違う取引相手との間に信頼関係がなく、契約書が不信感の結果として結されることと対照的であるとされる。

## 英米法における契約書
米国には詐欺防止法（statute of frauds）に由来する要式契約が多く、統一商事法典では500ドル以上の物品売買契約には相手方の署名入りの書面がなければ契約は有効にならないとされている。また、多くの州で、不動産売買契約や保証契約などが書面が必要な要式契約とされている。
契約書の表題は契約書（Contract）や合意書（Agreement）が多いが注文書（Purchase order）などにも商慣習により契約書と同じように扱われているものもある。また、表題が意向書（Letter of intent）、覚書（Memorandum）、議事録（Minutes of meeting）であっても法律的に契約書の効力が認められる場合がある。
ただし、英米法では契約によっては一定の形式を備えた捺印証書（Deed）の作成が契約の成立要件となる場合がある。